# Hermann Graf
Hermann Graf (12 de octubre de 1912, Engen - 4 de noviembre de 1988, Rastatt) fue un piloto de cazas alemán de la Luftwaffe, convirtiéndose en un as de la aviación durante la Segunda Guerra Mundial, en la que combatió tanto en el Frente Oriental como en el Frente Occidental, con 212 victorias en 830 misiones de combate.
Durante el Tercer Reich, Hermann Graf fue condecorado el 16 de septiembre de 1942 con la Cruz de Caballero de la Cruz de Hierro con Hojas de Roble, Espadas y Diamantes, la máxima condecoración militar alemana durante la guerra.

## Carrera militar
Graf había efectuado estudios de gestión y, tras haber obtenido su carnet como piloto de planeador en 1932 y el de piloto de aviones de motor en 1936, entró en la Luftwaffe, siguiendo en la misma cursos avanzados de pilotaje entre los años 1936 y 1938, en medio de una intensa actividad de expansión del arma aérea en la Alemania nazi.
Hermann Graf fue destinado tras su ingreso en la aviación militar al Jagdgeschwader 51 (II./JG-51), un escuadrón de cazas equipado con aviones Messerschmitt Bf 109 E1, teniendo el grado de sargento. Durante la Batalla de Francia en 1940, efectuó 21 salidas de patrulla a lo largo de la frontera germano-francesa sin disparar un solo tiro en ninguna de ellas. El 20 de enero de 1940 fue destinado como instructor de vuelo a un grupo de cazas de reserva situado en Merseburg.
El 1 de mayo, Graf fue ascendido a Leutnant (Teniente), a la vez que se le destinaba al escuadrón de caza n.° 52 (Jagdgeschwader 52), el 6 de octubre de ese mismo año. El 14 de octubre de 1940 fue transferida su unidad a Rumania, donde tomó parte en la formación de los pilotos de dicho país, aliado de los alemanes. Para finales de mayo de 1941 fue enviado a Grecia junto con un destacamento del III./JG-52 para servir de apoyo a la prevista invasión alemana de Creta. Durante dicho período, tomó parte en numerosas misiones de ataque a tierra.
Tras la batalla, su unidad fue enviada de vuelta a Rumania, como etapa antes de partir rumbo a un aeródromo en los territorios de la Unión Soviética que ya habían sido ocupados tras la Operación Barbarroja, concretamente al aeródromo de Byala Tserkov. El 4 de agosto de 1941 Graf logró el derribo de su primer enemigo, un Polikarpov I-16, durante una misión de escolta de Stukas, en las cercanías de Kiev. Para octubre Graf contaba con 12 victorias, y el 24 de enero de 1942 se le concedió la Cruz de Caballero de la Cruz de Hierro tras lograr su 45.ª victoria.
Hermann Graf fue el primer piloto de caza de la historia en alcanzar la cifra de 200 victorias, el 26 de septiembre de 1942, día en que derribó simultáneamente a sus enemigos números 200, 201 y 202 en la propia vertical del aeródromo de Pitomnik, cerca de Stalingrado. Como consecuencia de esta acción fue ascendido a Hauptmann (Capitán) y, tras el 16 de septiembre de 1942, recibió las hojas de roble, espadas y diamantes para su Cruz de Caballero, siendo el quinto piloto de la Luftwaffe en lograrlas.
El aviador, que era un apasionado del fútbol, había creado por otra parte un equipo de fútbol propio de la Luftwaffe, los Rote Jäger (cazadores rojos), equipo que gozó de cierta popularidad en el Tercer Reich y que contaba en esas fechas con numerosos jugadores célebres en sus filas.
En la primera mitad de 1943, Graf estaba al mando de una escuela de vuelo avanzado para pilotos de caza, que se instaló en la ciudad de Burdeos, en la Francia ocupada. El 21 de julio de 1943 fue destinado a una nueva unidad que se había creado, especializada en la caza de altura para contrarrestar los ataques de los Mosquitos de la RAF. Dicha unidad fue bautizada como Jagdgeschwader 50 (JG-50) el 15 de agosto de 1943. Graf obtuvo 3 victorias mientras servía en esta unidad, entre ellas dos bombarderos cuatrimotores Boeing B-17. Tras ser preservado de los combates por razones propagandísticas, como todos los pilotos que recibieron los diamantes para su Cruz de Caballero, fue el primero de éstos en regresar al combate por la escasez de pilotos en Alemania.
El 11 de noviembre de 1943, Graf, que para entonces había alcanzado el grado de Oberst (Coronel), fue nombrado Kommodore (jefe de escuadra) del JG-11. Integrado en esta unidad participó durante los meses siguientes en los combates para defender el territorio del Reich. El 29 de marzo de 1944, Graf derribó un Mustang P-51 y esquivó a otro, resultando herido tras saltar de su aparato dañado en la lucha.
Graf regresó entonces a su antigua unidad, la JG-52, de la que pasó a ser el Geschwaderkommodore (comandante de escuadra) el 1 de octubre de 1944. Mandó entonces esta unidad, desplegada en el Frente Oriental, durante su continua retirada a través de Prusia oriental, Silesia y Bohemia. Finalizó la guerra con el rango de coronel. En ese momento había alcanzado 212 victorias, de las que 202 habían sido obtenidas en el Frente Oriental, por 10 obtenidas en el Frente Occidental, totalizando más de 830 misiones de combate.

## Rendición
Cuando se produjo la capitulación de la Alemania nazi, Hermann Graf recibió órdenes del general Hans Seidemann de dirigirse a Dortmund para entregarse allí al Ejército británico, con el fin de evitar su posible captura por el Ejército Rojo. No obstante, no quiso abandonar a los restos de la JG/52 (especialmente al personal de tierra) y desobedeció las órdenes para rendirse, junto con los restos de su unidad (incluyendo a otro as alemán, Erich Hartmann) a los estadounidenses de la 90.ª División de Infantería en Pilsen (Checoslovaquia).
Sin embargo, en virtud de un acuerdo firmado entre soviéticos y estadounidenses, la mayoría de los hombres de la JG/52 fueron entregados a los soviéticos. Graf y Hartmann fueron deportados a la Unión Soviética (campo de prisioneros de Gryazovets, en las cercanías de Moscú). Habida cuenta del renombre de que ambos gozaban (los dos habían sido condecorados con la Cruz de Caballero de la Cruz de Hierro con Hojas de Roble, Espadas y Diamantes, la máxima condecoración militar alemana), ambos fueron objeto de fuertes presiones ejercidas por el NKVD para que reconociesen la culpabilidad del ejército alemán en las exacciones y vejaciones que había cometido durante la guerra contra los ciudadanos de la Unión Soviética. Si bien Hartmann no cedió (lo que le acarreó aproximadamente 10 años de estancia en los campos soviéticos), Graf cedió muy pronto, reconociendo públicamente que la guerra fue un error. Además, ingresó en la BDO, la Federación de Oficiales Alemanes que colaboraba con el Ejército Rojo. Tras su liberación por los soviéticos en 1950, antes que el resto de los pilotos alemanes, y su regreso a Alemania, el reconocimiento público que había hecho le comportó su exclusión de la asociación formada por los antiguos pilotos de caza (Kameradschaftsbund der Jagdflieger), además de hacer planear sobre él la sospecha (errónea) de ser un espía a sueldo de los soviéticos.

## Posguerra
Tras la guerra siguió volando, convirtiéndose en miembro del Swiss Aeroclub. Desde 1965 quedó afectado por la enfermedad de Parkinson, falleciendo en su casa, en Engen, el 4 de noviembre de 1988.

## Condecoraciones y atributos militares
- Eisernes Kreuz (1939) II. Klasse – Cruz de Hierro de 2da Clase de 1939 (Alemania).
- Eisernes Kreuz (1939) I. Klasse – Cruz de Hierro de 1ra Clase de 1939 (Alemania).
- Luftwaffe Ehrenpokale für besondere Leistungen im Luftkrieg – Copa de Honor de la Luftwaffe por logros especiales en la guerra aérea (Alemania).
- Deutsches Kreuz in Gold – Cruz alemana en oro (Alemania).
- Namentliche Nennung im Wehrmachtbericht (fünf Mal) – Mención de su nombre en el Informe de la Wehrmacht (5 veces) (Alemania).
- Frontflugspange für Jäger in Gold mit Anhänger – Broche de vuelo en el Frente para pilotos de Caza en oro con colgante (Alemania).
- Flugzeugführerabzeichen – Insignia de Piloto (Alemania).
- Medaille zur Erinnerung an den 1. Oktober 1938 – Medalla conmemorativa del 1 de octubre de 1938 (Alemania).
- Gemeinsames Flugzeugfuhrer-Beobachter Abzeichen mit Brillianten – Insignia de Observador-Piloto con diamantes (Alemania).
- Insigna Pilot Romania – Insignia de Piloto (Rumania).
- Ordinul Virtuții Aeronautice – Orden de la Virtud Aeronáutica (Rumania).
- Ordinul Coroanei României – Orden de la Corona de Rumania (Rumania).
- Ritterkreuz des Eisernen Kreuzes – Cruz de Caballeros de la Cruz de Hierro (Alemania).
- Eichenlaub für das Ritterkreuz des Eisernen Kreuzes – Hojas de Roble para la Cruz de Caballeros de la Cruz de Hierro (Alemania).
- Schwerten für das Ritterkreuz des Eisernen Kreuzes – Espadas para la Cruz de Caballeros de la Cruz de Hierro (Alemania).
- Eichenlaub mit Rauten für das Ritterkreuz des Eisernen Kreuzes – Hojas de Roble con Diamantes para la Cruz de Caballeros de la Cruz de Hierro (Alemania).